# Скрытников, Константин Александрович
Константин Александрович Скрытников (1909—1945) — старшина Рабоче-крестьянской Красной Армии, участник Великой Отечественной войны, Герой Советского Союза (1945).

## Биография
Родился в 1909 году в поселке Григорьевский Оренбургского уезда (ныне — Соль-Илецкий район Оренбургской области).
После окончания начальной школы работал сначала в зерносовхозе, затем в леспромхозе. Член ВКП(б) с 1939 г.
В 1926—1928 годах проходил службу в Рабоче-крестьянской Красной Армии. В сентябре 1941 года Скрытников был вновь призван на службу в Рабоче-крестьянскую Красную Армию. С мая 1943 года — на фронтах Великой Отечественной войны.
К январю 1945 года старшина Константин Скрытников командовал отделением автоматчиков 93-й отдельной танковой бригады 4-й гвардейской танковой армии 1-го Украинского фронта. Отличился во время освобождения Польши. 30 января 1945 года отделение Скрытникова удерживало высоту в районе населённого пункта Зофиенталь (ныне Здеславице (Zdziesławice) к югу от города Гура), уничтожив около 50 солдат и офицеров противника, и захватив в плен ещё 12.
10 февраля 1945 года Скрытников погиб. Похоронен в селе Клобучин (Kłobuczyn), гмина Гавожице, Польковицкий повят, Нижнесилезское воеводство, Польша.
Указом Президиума Верховного Совета СССР от 10 апреля 1945 года старшина Константин Скрытников посмертно был удостоен высокого звания Героя Советского Союза. Также был награждён орденами Ленина и Славы 3-й степени, медалью.